# 田川氏 (鄭成功母)

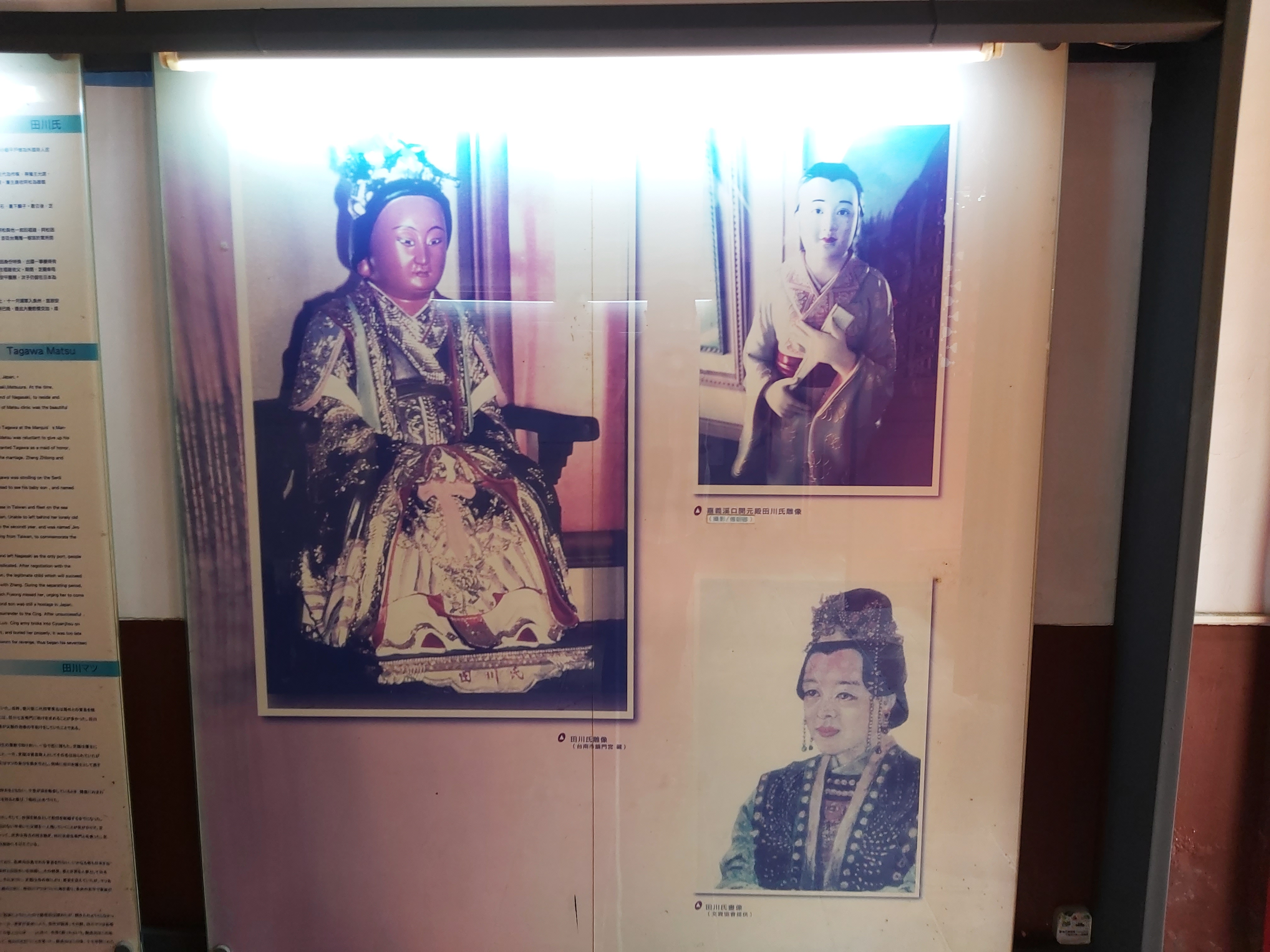
翁太妃田川氏的形象（臺南市・延平郡王祠簡介概要）

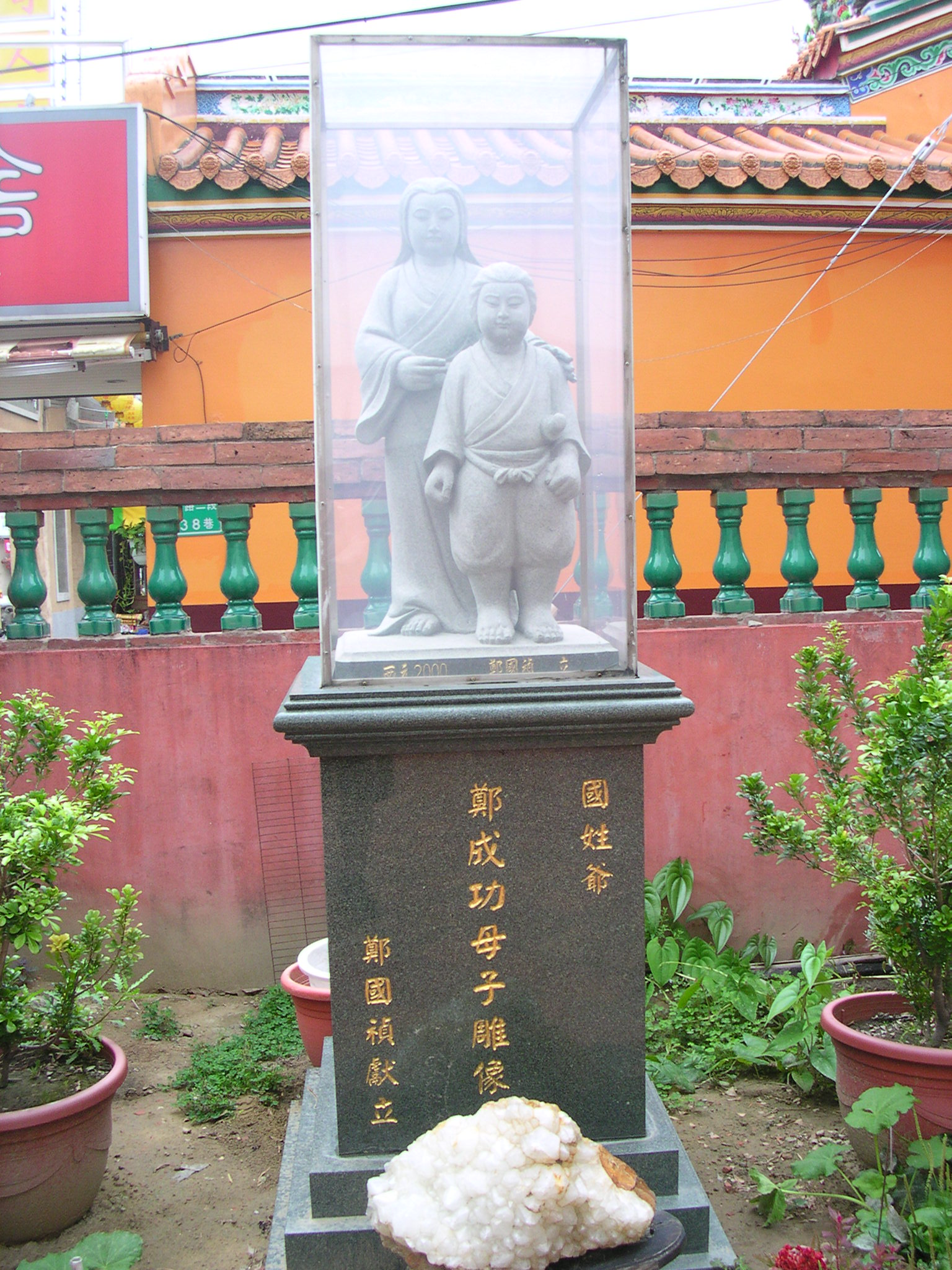
幼年鄭氏母子雕像（臺南市・鄭成功祖廟）

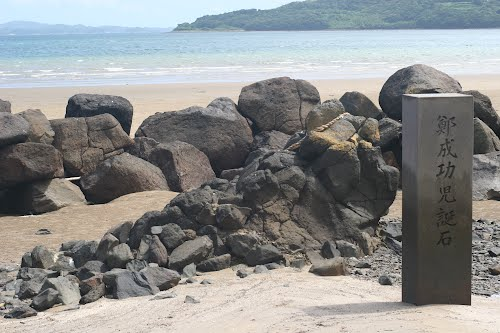
日本長崎平戶市千里濱的鄭成功兒誕石

田川氏（1601年10月3日—1647年1月5日），日本九州江戶時代肥前國平戶藩川內浦人，明鄭领导人鄭成功之母，其名不詳（平戶傳說稱其名為「松」，即田川松）。她是平戶藩士田川七左衛門之女，後來母親改嫁給從中國福建泉州移民到平戶的華僑鐵匠翁翊皇，她也成為翁翊皇的繼女，因而亦作翁氏、翁太妃。

## 生平
田川氏在日本慶長六年（明万历三十年）八月十八（1601年10月3日）誕生於肥前國平戶藩，父為武士田川七左衛門，母後來改嫁泉州移民翁翊皇，她亦隨繼父改姓翁，一直居於川内浦（今長崎縣平戶市川内町字川内浦）。1623年（日本元和九年，明天啟三年）她嫁給同樣從泉州到平戶發展的鄭芝龍，不久懷孕。據《台灣外記》等書記載，此時鄭芝龍因為離開平戶前往澎湖及臺灣發展而不在身邊，1624年7月14日她獨自前往離家不遠的千里濱海灘撿拾貝殼遊玩，忽然陣痛臨盆，於是靠在一塊大石頭旁生下長子，取乳名福松（後取名鄭森，即後來的鄭成功）。1626年（日本寬永三年、明天啟六年）生次子，旋即過繼給田川家並名為田川次郎左衞門。
1630年，鄭成功被接往中國，但田川氏因為江戶幕府禁止日本人出國而無法隨行。1645年（南明隆武元年，日本正保二年）鄭芝龍透過關係取得幕府特許，將田川氏接到福建省泉州府南安縣安平鎮故鄉一家團聚。但次年清軍即攻陷安平，田川氏為避免遭到清軍凌辱強姦，於南明隆武二年十一月三十（1647年1月5日）自縊而死，一說切腹，享年四十五岁。黃宗羲《賜姓始末》載：「成功大恨，用夷法剖其母腹，出腸滌穢，重納之以殮。」論者謂鄭成功一生矢志抗清，和母親遭清之害有很大的關係。

## 相關紀念及祭祀

### 日本
至今平戶千里濱海灘上仍有一塊兒誕石，號稱就是田川氏產下鄭成功之地。川內町的丸山公園内建有一座鄭成功廟，有田川氏和幼年鄭成功的塑像，每年並在鄭成功誕辰舉行「鄭成功祭」。

### 臺灣
台南市安南區鹿耳門鎮門宮與高雄市美濃區羌仔寮石母宮作為主祭神。臺南延平郡王祠後殿中央祀有「翁太妃神位」。